# Ljubov Bruletovová
Ljubov Bruletova (rusky Любовь Брулетова), (* 17. září 1973 Ivanovo, Sovětský svaz) je bývalá reprezentantka Ruska v sambu a judu. Je majitelkou stříbrné olympijské medaili v judu.

## Sportovní kariéra
Začínala se sambem, ve kterém je několikanásobnou mistryní světa. V roce 1995 se z ekonomických důvodů rozhodla věnovat judu. Přestěhovala se do Permu, kde se připravovala pod vedením Konstantina Filosofenka. V roce 1999 si za Rusko odbyla premiéru na mistrovství Evropy a medailovými úspěchy si zajistila kvalifikaci na olympijské hry v Sydney. Ve čtvrtfinále olympijského turnaje vybodovala na yuko favorizovanou Kubánku Amarilis Savón a nečekaně postoupila až do finále. Ve finále jí však čekala suverénní Japonka Rjóko Taniová, která jí nenechala na tatami ani minutu. Po ipponu v 36s zápasu brala stříbrnou olympijskou medaili.
V roce 2001 se stala naposledy mistryní světa v sambu a judu se začala více věnovat až s blížícími se olympijskými hrami v Athénách v roce 2004. V Athénách však neuspěla a v roce 2005 ukončila sportovní kariéru. Věnuje se trenérské práci.

## Výsledky
| Turnaj             | 1999            | 2000            | 2001            | 2002            | 2003            | 2004            |
| Turnaj             | 26              | 27              | 28              | 29              | 30              | 31              |
| Turnaj             | superlehká váha | superlehká váha | superlehká váha | superlehká váha | superlehká váha | superlehká váha |
| ------------------ | --------------- | --------------- | --------------- | --------------- | --------------- | --------------- |
| Olympijské hry     |                 | 2.              |                 |                 |                 | úč.             |
| Mistrovství světa  | —               |                 | —               |                 | úč.             |                 |
| Mistrovství Evropy | 3.              | 2.              | úč.             | úč.             | 1.              | —               |